# 678 (číslo)
Šest set sedmdesát osm je přirozené číslo. Následuje po čísle šest set sedmdesát sedm a předchází číslu šest set sedmdesát devět. Římskými číslicemi se zapisuje DCLXXVIII a řeckými číslicemi χοη.

## Matematika
678 je:
- Abundantní číslo
- Složené číslo
- Nešťastné číslo

## Astronomie
- (678) Fredegundis je planetka hlavního pásu, kterou objevil v roce 1909 Wilhelm Lorenz

## Ostatní
- +678 je mezinárodní telefonní předvolba Vanuatu

## Roky
- 678
- 678 př. n. l.